# Schenkstraße (Quartier)
Das Wuppertaler Wohnquartier Schenkstraße, die Stadtverwaltung verwendet die Schreibweise „Schenkstr“, ist eines von sechs Quartieren des Stadtbezirks Ronsdorf.

## Geographie
Das 0,9 km² große Wohnquartier wird von der Lüttringhauser Straße, der Remscheider Straße (Landesstraße 417) und der Stadtgrenze zu Remscheid umschlossen. Das gesamte Wohnquartier ist als südlicher Teil der Ronsdorfer Innenstadt stark besiedelt und beherbergt nur wenig Gewerbe und Handel. Zwei Friedhöfe und ein Diakonisches Zentrum sowie eine Grundschule befinden sich im Wohnquartier. Namensgebend ist die zentral gelegene innerstädtische Schenkstraße.
Zu dem Wohnquartier gehören die Ortslagen Blaffertsberg, Böckel, Boxberg, Hütte und Kottsiepen. Hier liegt auch die denkmalgeschützte Siedlung Schenkstraße.

## Die Straße „Schenkstraße“
Die Schenkstraße mündet von der Straße Am Stadtbahnhof, die ein Teil der L 417 ist, in südwestlicher Richtung ab. Nach rund 817 Meter endet der Verlauf an der Straße Kottsiepen. Benannt wurde die Straße 1935 nach Josef Schenk, der von 1830 bis 1841/42 Bürgermeister Ronsdorfs war. Vor 1935 hieß die Straße ab dem 30. April 1900 Luisenstraße, wie die damals gleichnamigen Straßen in Elberfeld (siehe Luisenstraße), Heckinghausen, Vohwinkel und Cronenberg.